# Annette Laming-Emperaire
Annette Laming-Emperaire (Petrogrado, 22 de outubro de 1917 – Curitiba, 15 de maio de 1977) foi uma arqueóloga, antropóloga e professora francesa.
Estudou filosofia em Paris, e durante a Segunda Guerra Mundial era professora e participou ativamente de La Résistance. Foi pesquisadora do Centre National de la Recherche Scientifique (CNRS) da França e se dedicou à Pré-História, especialmente ao estudo da arte rupestre da Europa Ocidental, sob orientação de André Leroi-Gourhan. Com seu marido, o etnólogo e arqueólogo Joseph Emperaire (que veio a falecer durante um acidente nas escavações), trabalhou em sítios na América do Sul, sobretudo na Patagônia chilena e no Brasil.
Ela liderou nos anos 1970 a missão arqueológica franco-brasileira (que dentre seus membros estava o hoje professor da UFMG André Prous) na região de Lagoa Santa (Minas Gerais), a mesma onde no século XIX o dinamarquês Peter Wilhelm Lund descobriu, entre outros, restos do chamado Homem de Lagoa Santa. Durante as escavações na gruta da Lapa Vermelha IV, Laming-Emperaire desenterrou o mais antigo fóssil humano do Brasil e possivelmente o mais antigo de todas as Américas, com cerca de 11,5 mil anos. O fóssil recebeu o apelido de Luzia, dado pelo biólogo Walter Alves Neves, da USP.
Lecionou arqueologia pré-histórica na Sorbonne, sendo responsável por importantes formações de pesquisa.
Annette Laming-Emperaire morreu asfixiada em 1977, vítima de trágico acidente. Seu trabalho posteriormente foi finalizado e publicado por seus assistentes. Em sua homenagem, temos o "Centro de Arqueologia Annette Laming Emperaire" na cidade de Lagoa Santa-MG.